# Harrie de Leeuw
Hendricus Antonius Bernardus (Harrie) de Leeuw (Alphen, 16 april 1900 – 12 september 1985) was een Nederlands burgemeester van de RKSP.
Hij werd in de Gelderse gemeente Appeltern geboren als zoon van Petrus Gradus de Leeuw (1853-1919), destijds gemeenteontvanger en Maria Sophia Catherina Elsen. Op 18-jarige leeftijd ging hij werken bij de gemeentesecretarie van Appeltern waar zijn vader intussen burgemeester was geworden. Een jaar later werd hij ambtenaar ter secretarie bij de gemeente Zevenaar en in 1920 maakte hij de overstap naar de gemeente Oudewater, waar hij het bracht tot eerste ambtenaar en ontvanger. In januari 1931 werd hij benoemd tot burgemeester van Ammerzoden waar zijn broer W.Th. de Leeuw al eerder burgemeester was geweest; twee andere broers (P.G. de Leeuw en J.G. de Leeuw) waren ook burgemeester. In november 1938 werd H.A.B. de Leeuw de burgemeester van Didam. In november 1944 dook hij onder en kreeg Didam de NSB'er F.H.Th. Wetjens als burgemeester. Bij de bevrijding in april 1945 keerde De Leeuw weer terug. In april 1953 volgde zijn benoeming tot burgemeester van Bergh, wat hij tot zijn pensionering in mei 1965 zou blijven. In 1985 overleed De Leeuw op 85-jarige leeftijd. Zijn zonen Wim en Jan werden eveneens burgemeester.